# فرودگاه بین‌المللی مونترآل-میرابل
فرودگاه بین‌المللی مونترآل-میرابل (به انگلیسی: Montréal-Mirabel International Airport) (به زبان بومی: Aéroport international Montréal-Mirabel) یک فرودگاه با کد یاتا YMX است که یک باند فرود از جنس بتن دارد و طول باند آن ۱۲۰۰۰ متر است. این فرودگاه در شهر مونترآل کشور کانادا قرار دارد.

## شرکت‌های هواپیمایی و مقصدهای پروازی

### Current services
Today, all major users of Montréal–Mirabel International Airport are cargo airlines.
| شرکت‌های هواپیمایی                             | مقصدهای پروازی                                                                                             |
| --------------------------------------------- | --- |
| Amerijet                                      | فینکس اسکای هاربر، میامی                                                                                   |
| دی‌اچ‌ال اوییشن                                 | سینسیناتی/کنتاکی شمالی                                                                                     |
| فدکس اکسپرس                                   | ایندیاناپلیس، ممفیس، مک‌دونالد-کارتیر اتاوا                                                                 |
| فدکس اکسپرس اجرا توسط Morningstar Air Express | هلفکس استانفیلد، گریتر مانکتن، ژان لوساژ شهر کبک، پیرسون تورنتو                                            |
| Pascan Aviation                               | سی‌اف‌بی گوس بی                                                                                              |
| Purolator Courier اجرا توسط Cargojet Airways  | کالگری، سینسیناتی/کنتاکی شمالی، جان سی. منرو همیلتن، گریتر مانکتن، وینیپگ جیمز آرمسترانگ ریچاردسون، ونکوور |
| یوپی‌اس ایرلاینز اجرا توسط اسکای‌لینک اکسپرس    | ژان لوساژ شهر کبک                                                                                          |
| یوپی‌اس ایرلاینز                               | لوئیویل |

### Former services

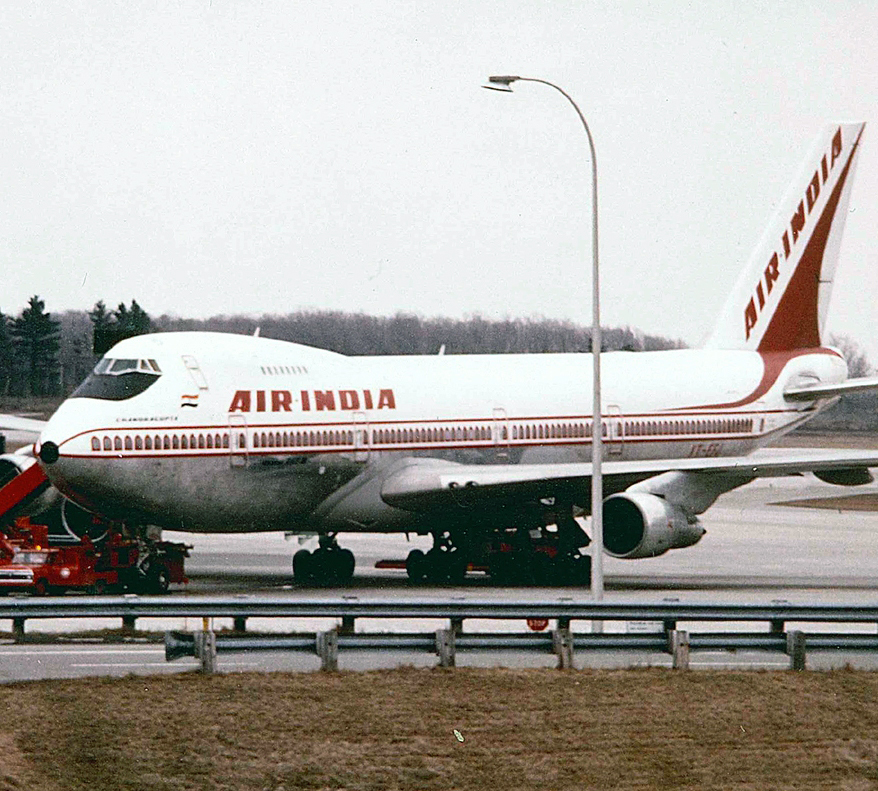
ایر ایندیا بوئینگ ۷۴۷ at Montréal–Mirabel International Airport in 1983

Mirabel opened with service from local airlines ایر کانادا، Canadian Pacific Airlines and Nordair (Quebecair), as well as airlines from more than fifteen countries, including ایر لینگاس، آئروفلوت، ایر فرانس، آلیتالیا، بریتیش ایرویز، چک ایرلاینز، ال عال، گارودا ایندونزیا، ایبریا ایرلاین، کاال‌ام، لوفت‌هانزا، Olympic Airways، Sabena، هواپیمایی اسکاندیناوی، Swissair and تاپ پرتغال. These airlines had their national country flags posted in front of the terminal on the inauguration of Mirabel.
Other airlines that served Mirabel at some point included ارولینیاس آرژانتیناس، آئرومکزیکو، ایر ایندیا، Air Liberté، Business Express Airlines (operating as Northwest Airlink), کورس‌ایر اینترنشنال، هواپیمایی کوبا، فن‌ایر، Jaro International، Jat Airways، لان ایرلاینز، لوت پولیش ایرلاینز، People Express Airlines، Presidential Airways، هواپیمایی پادشاهی مراکش، الملکیه الاردنیه، تاروم, and Varig. Most gradually lost faith in Mirabel and either transferred to Dorval in 1997 or pulled out of Montreal altogether.
Several charter airlines also served Mirabel, such as Wardair، Nolisair، Canada 3000 and Royal Aviation. All four have either merged or gone out of business. Air Transat is the only charter airline that started operations at Mirabel and stayed until the end of passenger service in 2004.